# Onthophagus prostans
Onthophagus prostans là một loài bọ cánh cứng trong họ Bọ hung (Scarabaeidae).